# Llevant (revista)
Llevant fou una publicació catòlica, en català, que aparegué —amb el lema Per Déu i per Mallorca— a Artà (Mallorca) del 1917 al 1931, fundada per Andreu Ferrer Ginard, que la dirigí fins al 1929; fou substituït per Josep Sureda i Blanes. De periodicitat diversa (sortí, successivament, com a quinzenal, setmanari, diari i desenal), defensà un ideari regionalista i conservador i dedicà un interès especial a les qüestions de folklore mallorquí. Redactat en la seva major part per Andreu Ferrer, que hi usà diferents pseudònims, hi col·laboraren també Fèlix Escalas, Antoni M. Alcover i d'altres.
El Bellpuig, durant un temps, ha nat fent un recull (extracte) de les notícies més importants que hi apareixien.
Existeix una digitalització de diversos articles de la revista. Una iniciativa del Fons Local de la Biblioteca Municipal d'Artà per preservar un patrimoni cultural local que es trobava en seriós risc de desaparició. Fins ara, no es coneix l'existència de cap col·lecció completa de la revista Llevant, ni de titularitat pública ni privada. La funció del Fons Local de la Biblioteca Municipal d'Artà va consistir, durant l'any 2003, a localitzar i recopilar tots els exemplars originals d'aquesta publicació per formar, encara que de manera provisional, una col·lecció completa d'originals. Aquesta tasca hauria estat impossible sense la col·laboració desinteressada de les famílies d'alguns dels fundadors de la publicació, concretament, de les famílies d'Andreu Ferrer Ginard (1887-1975), de Llorenç Garcias i Font (1885-1875) i de Llorenç Lliteras Lliteras (1893-1973), que varen cedir una part o la totalitat, en alguns casos, de les seves col·leccions fragmentàries.
Va ser a partir d'aquesta compilació d'originals que va esdevenir possible digitalitzar tots els números de la revista Llevant, des de desembre de 1916 fins a febrer de 1931.
ISBN 84-7632-932-6
Dipòsit legal: PM-1437-2005